# Fissidens albo-limbatus
Fissidens albo-limbatus là một loài Rêu trong họ Fissidentaceae. Loài này được Dixon mô tả khoa học đầu tiên năm 1935.